# Újezd pod Troskami
Újezd pod Troskami je obec v okrese Jičín v Královéhradeckém kraji. Žije v ní 358 obyvatel.

## Historie
První písemná zmínka o obci pochází z roku 1320.

## Obyvatelstvo
| Rok            | 1869 | 1880 | 1890 | 1900 | 1910 | 1921 | 1930 | 1950 | 1961 | 1970 | 1980 | 1991 | 2001 | 2011 | 2021 |
| -------------- | ---- | ---- | ---- | ---- | ---- | ---- | ---- | ---- | ---- | ---- | ---- | ---- | ---- | ---- | ---- |
| Počet obyvatel | 914  | 951  | 913  | 887  | 852  | 820  | 813  | 602  | 546  | 495  | 356  | 292  | 305  | 308  | 307  |
| Počet domů     | 132  | 147  | 152  | 164  | 168  | 169  | 190  | 195  | 164  | 159  | 134  | 171  | 182  | 190  | 183  |

## Obecní správa

### Části obce
- Čímyšl
- Hrdoňovice
- Semínova Lhota
- Újezd pod Troskami

### Obecní symboly
Znak a vlajka byly obci uděleny rozhodnutím předsedy Poslanecké sněmovny Parlamentu České republiky dne 8. listopadu 2016.

## Pamětihodnosti
- Kostel svatého Jana Křtitele byl postaven v letech 1868–1870[7]
- Přírodní památka Na víně

## Galerie

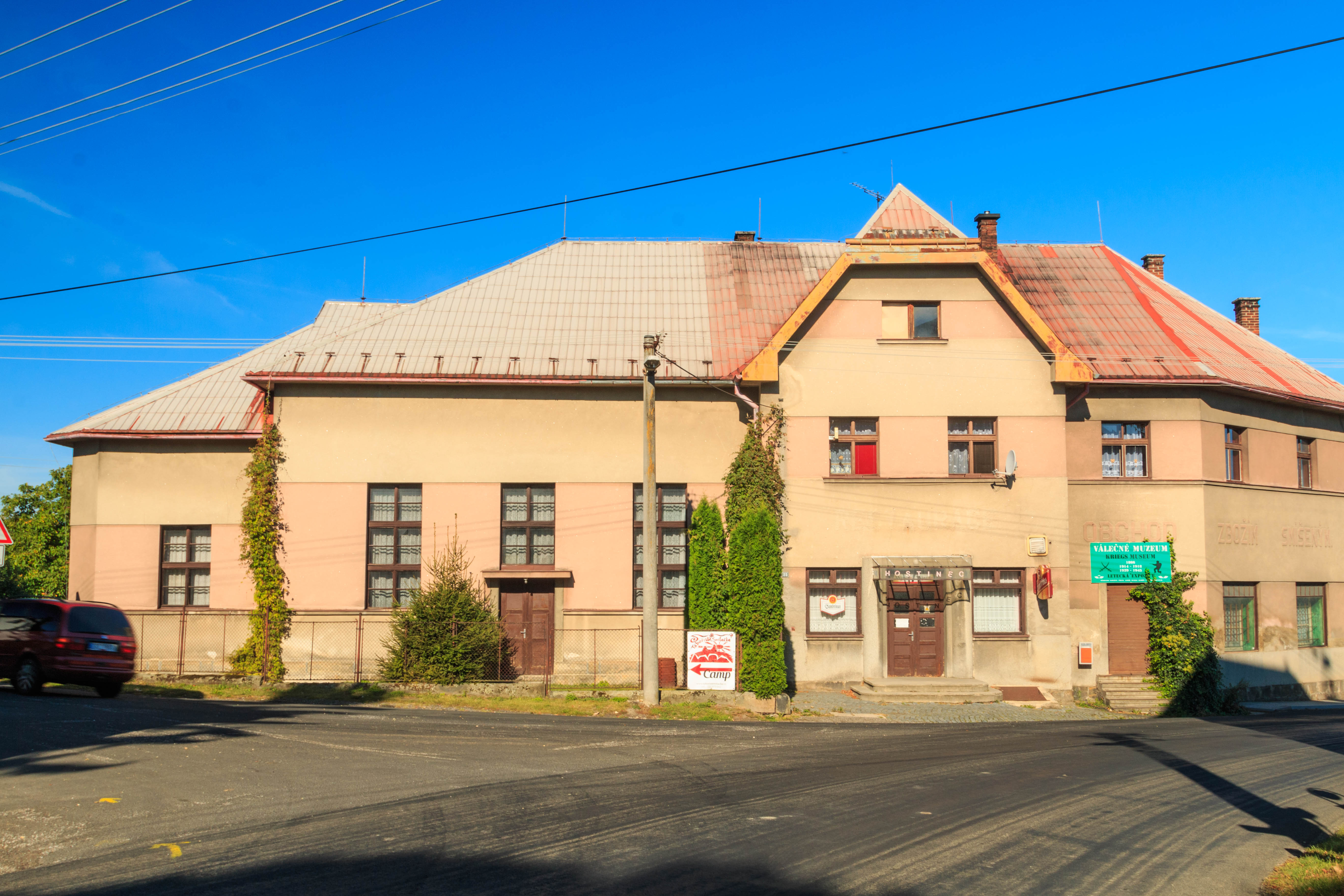
Válečné muzeum
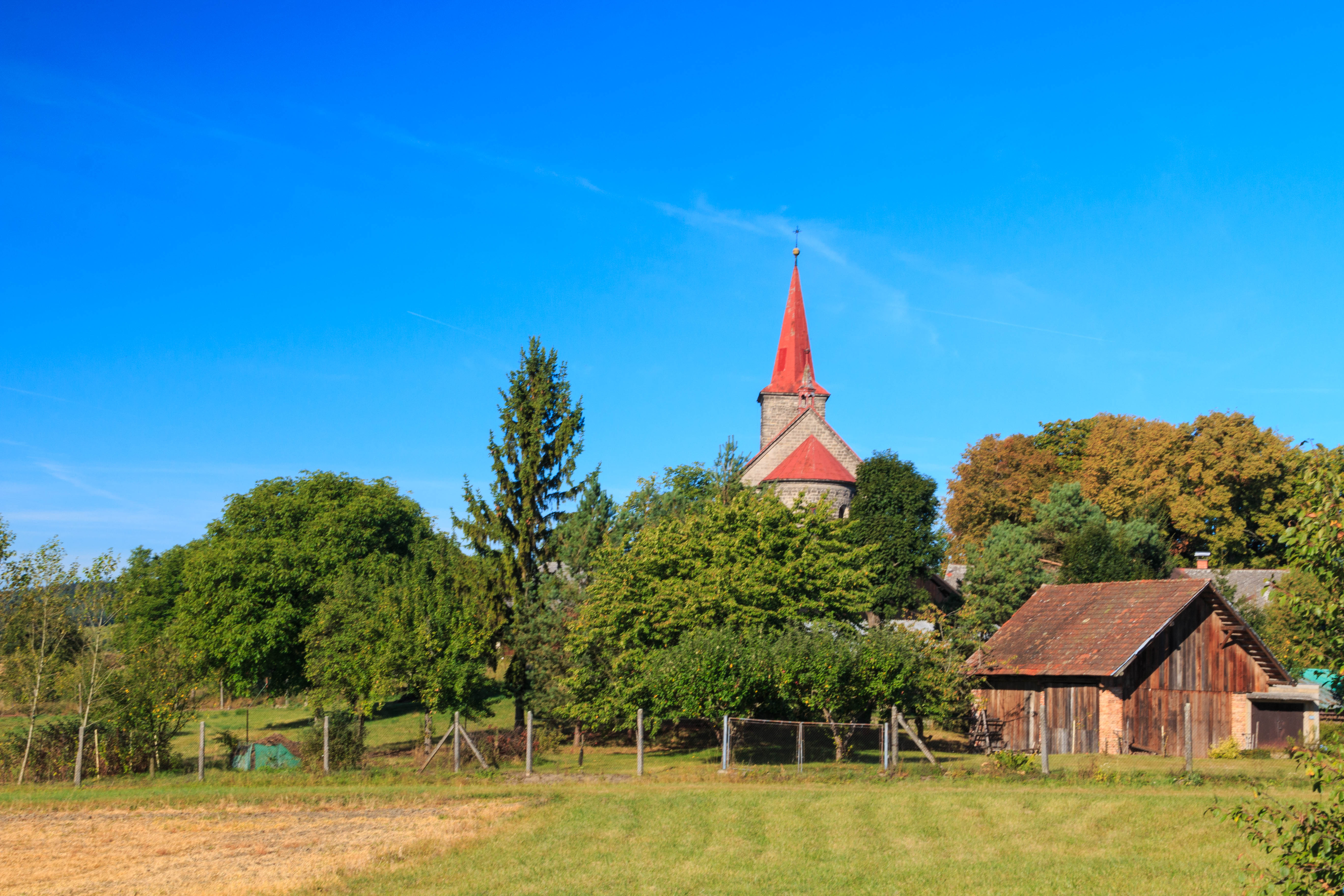
Kostel
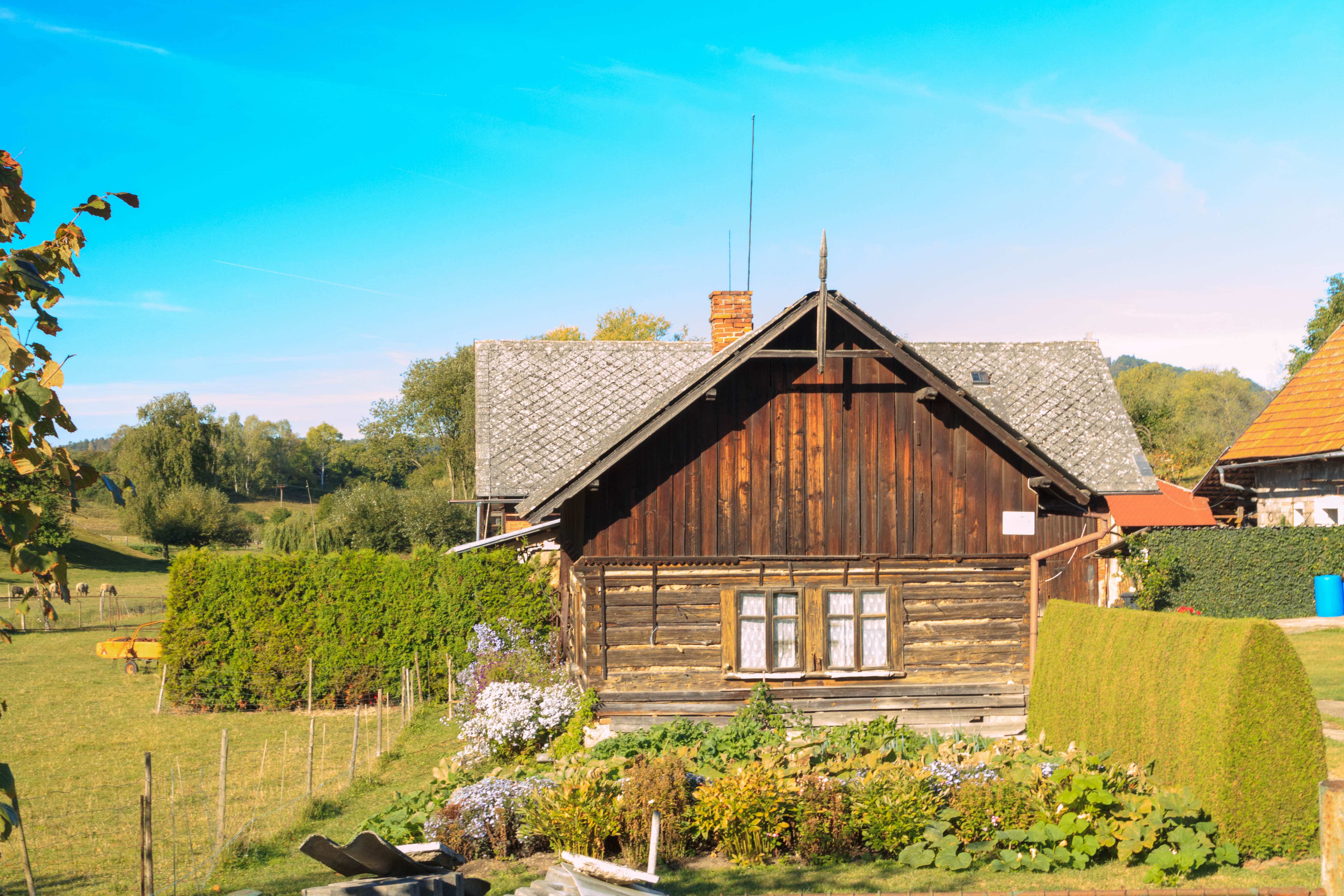
Dům čp. 6
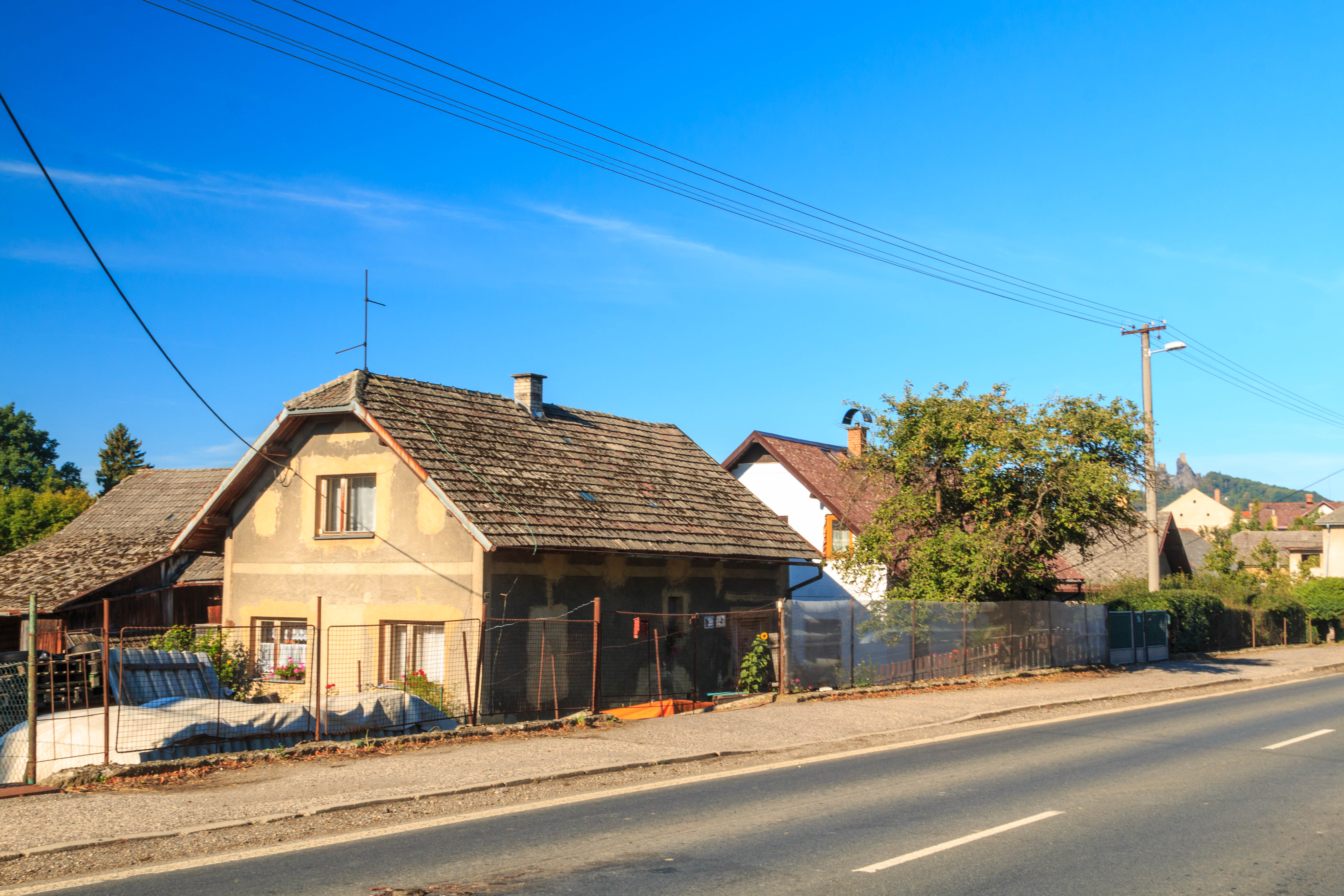
Dům čp. 42